# Bimbo Coles
Vernell Eufaye "Bimbo" Coles (Lewisburg, Virginia Occidental, 22 de abril de 1968) es un exjugador de baloncesto estadounidense que disputó 14 temporadas de la NBA en cinco equipos diferentes. Con 1,85 metros de estatura, jugaba en la posición de base. Es el máximo anotador de la historia de la ya desaparecida Metro Conference de la División I de la NCAA. En 1988 disputó los Juergos Olímpicos de Seúl con su selección, con la que logró la medalla de bronce, tras caer derrotados en semifinales ante la selección de baloncesto de la Unión Soviética.

## Trayectoria deportiva

### Universidad
Jugó durante cuatro temporadas con los Hokies de la Universidad Tecnológica de Virginia, liderando la clasificación de anotadores de la conferencia durante sus tres últimas temporadas, en las que promedió 21,6 puntos, 3,9 asistencias y 4,7 rebotes por partido. Es el líder en anotación histórico de la desaparecida Metro Conference. Su camiseta con el número 12 fue retirada por su universidad en una ceremonia previa al último partido que disputó en casa como colegial, el 3 de marzo de 1990.

#### Estadísticas
| Temp.   | Edad | Universidad | P   | MIN  | TCA | TC   | 3PA | 3P  | TLA | TL  | R.OF. | REB | ASIS | ROB | TAP | PER | FP  | PTS  | %TC  | %3P  | %FT  | MIN  | PTS  | REB | AST |
| 1986-87 | 18   | V.Tech      | 28  | 752  | 101 | 245  | 0   | 14  | 78  | 109 |       | 85  | 112  | 34  | 5   | 72  | 87  | 280  | .412 | .000 | .716 | 26.9 | 10.0 | 3.0 | 4.0 |
| 1987-88 | 19   | V.Tech      | 29  | 990  | 241 | 544  | 20  | 62  | 200 | 270 |       | 103 | 172  | 60  | 7   | 91  | 92  | 702  | .443 | .323 | .741 | 34.1 | 24.2 | 3.6 | 5.9 |
| 1988-89 | 20   | V.Tech      | 27  | 924  | 249 | 547  | 62  | 166 | 157 | 200 |       | 111 | 141  | 52  | 3   | 81  | 73  | 717  | .455 | .373 | .785 | 34.2 | 26.6 | 4.1 | 5.2 |
| 1989-90 | 21   | V.Tech      | 31  | 1147 | 280 | 693  | 67  | 218 | 158 | 214 |       | 147 | 122  | 70  | 13  | 101 | 84  | 785  | .404 | .307 | .738 | 37.0 | 25.3 | 4.7 | 3.9 |
| Total   |      |             | 115 | 3813 | 871 | 2029 | 149 | 460 | 593 | 793 |       | 446 | 547  | 216 | 28  | 345 | 336 | 2484 | .429 | .324 | .748 | 33.2 | 21.6 | 3.9 | 4.8 |

### Selección estadounidense
En 1988 fue convocado por la selección estadounidense para disputar los Juegos Olímpicos de Seúl. Allí disputó los 8 partidos, promediando 7,1 puntos y 1,7 rebotes por partido. Finalmente lograron la medalla de bronce.

### Profesional

#### NBA (1990-2004)
Fue elegido en la cuadragésima posición de la segunda ronda del Draft de la NBA de 1990 por Sacramento Kings. En sus  catorce temporadas como profesional computó 852 partidos, 7,8 puntos por partido y 3,9 asistencias.